# José Refugio Mar de la Rosa
José Refugio Mar de la Rosa (Chihuahua, Chihuahua, 4 de julio de 1924 - ibídem, 5 de agosto de 1984) fue un político y líder sindical mexicano, miembro del Partido Revolucionario Institucional, que encabezó la Confederación de Trabajadores de México en su estado y se desempeñó como diputado federal y senador.

## Carrera política
José Refugio Mar de la Rosa realizó sus estudios básicos en Chihuahua y posteriormente ingresó en el Instituto Científico y Literario del estado de 1938 a 1940, en el que sin embargo no concluyó estudios superiores. 
Miembro del PRI desde 1942, desarrolló toda su carrera política como líder sindical, ocupando el cargo de Secretario General de la sección 32 del Sindicado de Trabajadores de Hoteles y Restaurantes en 1955 y Secretario General de la CTM en Chihuahua desde 1957 hasta su muerte en 1984 de forma directa o indirecta; en 1957 fue además Secretario de Acción Labora del comité estatal del PRI en Chihuahua y en el comité ejecutivo nacional de la CTM ocupó los cargos de secretario adjunto de Trabajo de 1962 a 1974, de Organización de 1974 a 1980 y de Finanzas en 1980.
Su primer cargo de elección popular fue de regidor al Ayuntamiento de Chihuahua de 1959 a 1962 durante la administración del doctor Jesús Olmos Moreno; posteriormente fue diputado al Congreso de Chihuahua de 1965 a 1968 y en dos ocasiones electo diputado federal en representación del Distrito 6 de Chihuahua: de 1970 a 1973 a la XLVIII Legislatura y de 1976 a 1979 a la L Legislatura.
En 1982 fue elegido Senador por Chihuahua en primera fórmula tras vencer a la fórmula encabezada por Luis H. Álvarez y Guillermo Prieto Luján para el periodo que culminaría en 1988 y que correspondió a las LII y LIII Legislaturas; sin embargo, falleció en ejercicio del cargo el 5 de agosto de 1984.